# Thierry d'Oldenbourg
Pour les articles homonymes, voir Maison d’Oldenbourg et Oldenbourg (homonymie).
Thierry d'Oldenbourg (en allemand : Dietrich von Oldenburg), dit Le Courageux ou Le Fortuné, est né en 1390 à Oldenbourg et mort le 22 janvier 1440 à Delmenhorst.
Il fut comte d'Oldenbourg de 1423 à 1440.

## Famille
Fils de Christian V d'Oldenbourg et d'Agnès de Honstein (1360-1404), (fille du comte Thierry V de Honstein (bg) et de Sophie de Brunswick-Wolfenbuttel).

### Mariage et descendance
En 1401, Thierry épouse Adélaïde (morte vers 1404), fille du comte Othon IV d'Oldenbourg-Delmenhorst, issue d'une branche cadette de la maison d'Oldenbourg. Ils n'ont pas d'enfants.
Veuf, Thierry se remarie le 23 novembre 1423 avec Hedwige d'Holstein (en) (vers 1398-1436), fille du comte Gérard VI de Holstein et de Catherine-Élisabeth de Brunswick-Lunebourg. Quatre enfants sont nés de cette union :
- Adélaïde (1425-1475), épouse en 1443 le comte Ernest III de Honstein, puis en 1474 Gérard VI de Mansfeld ;
- Christian VII, comte d'Oldenbourg, puis roi du Danemark (élu le 1er septembre 1448 sous le nom de Christian Ier[2]), de Suède et de Norvège ;
- Maurice III (1428-1464), comte de Delmenhorst ;
- Gérard « le Querelleur » (1430-1500), comte d'Oldenbourg.

Thierry d'Oldenbourg succéda à son père en 1423.

## Généalogie
Thierry d'Oldenbourg appartient à la première branche de la Maison d'Oldenbourg. Cette lignée donna des rois à la Norvège, au Danemark, et des tsars à la Russie, elle s'éteignit en 1863 au décès de Frédéric VII de Danemark.